# Theresa Russell
Theresa Russell, właściwie Theresa Lynn Paup (ur. 20 marca 1957 w San Diego) – amerykańska aktorka filmowa.

## Życiorys

### Wczesne lata
Urodziła się w San Diego w Kalifornii jako córka Carole Platt (z domu Mall) i Jerry’ego Russella Paupa. Kiedy miała pięć lat, jej rodzice rozwiedli się. Wychowywana była przez matkę i ojczyma w Burbank. Uczęszczała do Burbank High School.

### Kariera
Mając 12 lat rozpoczęła karierę modelki, kiedy odkrył ją fotograf. Podczas nauki w klasie prestiżowej nowojorskiej szkoły aktorskiej Lee Strasberg Theatre and Film Institute została dostrzeżona w wieku 19 lat przez Elię Kazana, który obsadził ją w roli córki Roberta Mitchuma w filmie Ostatni z wielkich (The Last Tycoon, 1976), gdzie zagrali również Jack Nicholson i Robert De Niro. Następnie pojawiła się jako opiekunka społeczna, która w porywie miłości przekreśla całe swoje życie w dramacie kryminalnym Zwolnienie warunkowe (Straight Time, 1978) u boku Dustina Hoffmana. Uznanie zawdzięcza roli Mo Dean w dramacie Ambitna blondynka (Blind Ambition, 1979) oraz dramatycznej roli boleśnie samodestrukcyjnej alkoholiczki w Ostrze brzytwy (The Razor's Edge, 1984) u boku Billa Murraya. Była inspiracją dla Pete’a Townshenda z zespołu The Who, który po spotkaniu z aktorką napisał piosenkę „Athena” (1982).
Wkrótce potem poznała Nicolasa Roega, za którego w 1982 wyszła za mąż i rozpoczęła z nim wieloletnią współpracę zawodową, odnosząc sukcesy na ekranie w jego filmach: Zmysłowa obsesja (Bad Timing: A Sensual Obsession, 1980) jako obsesyjna samobójczyni, która po przedawkowaniu leków trafia do wiedeńskiego szpitala, „Eureka” (1982) jako ekscentryczna córka milionera, oraz Chłodne niebo (Cold Heaven, 1991). A za rolę roztargnionej i marzycielskiej żony chirurga, schizofreniczki z obsesją kazirodczej miłości w jego filmie Track 29 (1987) odebrała przyznaną w Cattolica nagrodę Mystfest.
Znakomite recenzje i duże uznanie przyniosła jej rola eleganckiej seryjnej morderczyni mężów, której motywów nikt nie potrafi do końca zgłębić w psychologicznym dramacie kryminalnym Czarna wdowa (Black Widow, 1987). Zagranie tej postaci odrzuciła wcześniej Debra Winger. Nieco później wcieliła się w rolę ambitnej i idealistycznej adwokat w filmie Dowód rzeczowy (Physical Evidence, 1989) z Burtem Reynoldsem oraz zagrała postać dumnej, bardzo zdolnej walijskiej wdowy w melodramacie przygodowym Propozycja (The Proposition, 1997).
Po przeprowadzce do Londynu, gdzie założyła rodzinę i kręciła filmy ze swoim mężem, nie przerwała swojej pracy w produkcjach amerykańskich, grając drugoplanowe role w takich filmach, jak: Dzikie żądze (Wild Things, 1998) jako miejscowa bogaczka, Fanatyk (The Believer, 2001) ze znakomitą rolą tytułową Ryana Goslinga i z udziałem Billy’ego Zane’a czy Spider-Man 3 (2007) jako żona Flinta Marko (Thomas Haden Church). W telewizyjnym filmie biograficznym Lifetime Liz i Dick (Liz & Dick, 2012) wystąpiła jako Sara Taylor, matka Elizabeth Taylor (w tej roli Lindsay Lohan).

## Rodzina
22 lutego 1982 wyszła za mąż za brytyjskiego reżysera Nicolasa Roega, z którym ma dwóch synów: Statena (ur. 1983) i Maximilliana (ur. 1985). Zamieszkali razem w Beverly Hills. Jednak doszło do rozwodu.

## Filmografia
- Urodzony motocyklista (2011) jako Frances Callahan
- Spiderman 3 (2007) jako Emma Marko
- Chinaman's Chance (2006) jako pani Williams
- Empire Falls (2005, miniserial)
- Wyczuć prawdę (Blind Injustice, 2005, TV) jako Joanna Bartlett
- Live to Ride (2005) jako Frances
- Pechowa skrzynka (The Box, 2003) kelnerka Marie Evans
- Save It for Later (2003)
- Miłość przychodzi powoli (Love Comes Softly, 2003, TV)
- Projekt Viper (Project Viper/Project V.I.P.E.R., 2002) jako doktor Nancy Burnham
- Passionada (2002) jako Lois Vargas
- Teraz i na zawsze (Now & Forever, 2001) jako Dori Wilson
- Fanatyk (The Believer, 2001) jako Lina Moebius
- Dom następnych drzwi (The House Next Door, 2001) jako Helen Schmidt
- Pająk (Earth vs. the Spider, TV, 2001) jako Trixie
- Luckytown Blues (2000) jako Stella
- Uciekinierka (Running Woman, 1998) jako Emily Russo
- Dzikie żądze (Wild Things, 1998) jako Sandra Van Ryan
- Propozycja (The Proposition, 1997) jako Katherine Morgan
- Wróg publiczny (Public Enemies, 1996) jako Kate 'Ma' Barker
- Once You Meet a Stranger (1996)
- Jankes i rycerze okrągłego stołu (A Young Connecticut Yankee in King Arthur's Court, 1995) jako Morgan Le Fay
- Groteska (The Grotesque, 1995) jako lady Harriet Coal
- Hotel Paradise (1995)
- Zabójcza intryga (Trade Off, TV, 1995) jako Jackie Daniels
- Lot Gołębicy (The Flight of the Dove, 1994) jako Alex Canis
- Being Human (1993)
- A Woman's Guide to Adultery (TV, 1993) jako Rose
- Thicker Than Water (TV, 1993)
- Kafka (1991) jako Gabriela
- Być dziwką (Whore, 1991) jako Liz
- Chłodne niebo (Cold Heaven, 1991) jako Marie Davenport
- Odruch (Impulse, 1990) jako Lottie Mason
- Dowód rzeczowy (Physical Evidence, 1989) jako Jenny Hudson
- Track 29 (1988) jako Linda Henry
- Czarna wdowa (Black Widow, 1987) jako Catharine
- Aria (1987) jako król Zog
- Z przymrużeniem oka (Insignificance, 1985) jako aktorka
- Ostrze brzytwy (The Razor's Edge, 1984) jako Sophie MacDonald
- Eureka (1983)
- Zmysłowa obsesja (Bad Timing, 1980) jako Milena Flaherty
- Ambitna blondynka (Blind Ambition, 1979) jako Maureen Dean
- Zwolnienie warunkowe (Straight Time, 1978) jako Jenny Mercer
- Ostatni z wielkich (The Last Tycoon, 1976) jako Cecilia Brady